# César Salazar (beisbolista)
César Salazar (Hermosillo, México, 15 de marzo de 1996), es un jugador profesional mexicano de béisbol que se desempeña en la posición de cácher en Houston Astros, equipo de las Grandes Ligas de Béisbol (MLB).

## Carrera
En 2023, Salazar hizo su debut en la MLB con el equipo Houston Astros, donde lleva jugando dos temporadas.